# Bill Blass
Bill Blass (Fort Wayne, Indiana; 22 de junio de 1922 - New Preston, Connecticut; 12 de junio de 2002) fue un diseñador de moda estadounidense. Es conocido por sus prendas caras, por su estilo y sus combinaciones innovadoras de texturas y modelo. Ha recibido muchos premios de moda.

## Carrera profesional
Blass empezó su carrera profesional en 1946. En 1970, después de dos décadas de éxito en prendas de hombre y mujer, él compró Maurice Rentner Ltd., con el que se había unido en 1959, la nueva empresa formada se llamó Bill Blass Limitado. Para el año 1998, su compañía obtenía unos beneficios de unos 700 millones de dólares. Los diseños de Blass son unos de los más conocidos. Según afirmó Ellin Saltzman en New York Times, " Él es uno de los mejores diseñadores de moda del mundo".

## Retirada y fallecimiento
En 1999 Blass vendió la empresa por 50 millones de dólares y se retiró a su casa en New Preston, Connecticut. En 2002 Blass falleció a cause de un cáncer.